# Pompeo Marino Molmenti
Pompeo Marino Molmenti (Villanova di Motta di Livenza, 8 novembre 1819 – Venezia, 17 dicembre 1894) è stato un pittore italiano.

## Biografia

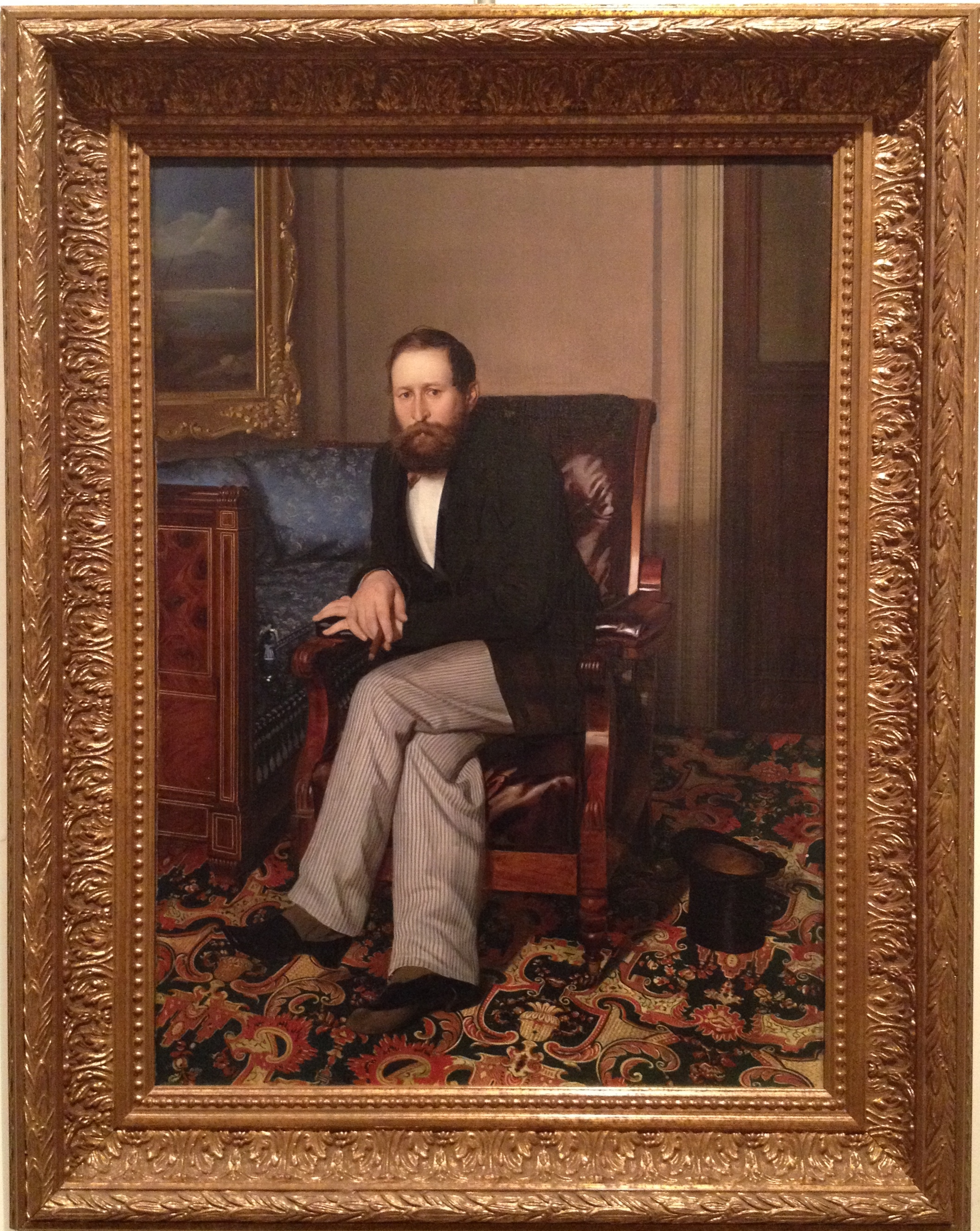
Ritratto di Vespasiano Muzzarelli (1846) di Pompeo Marino Molmenti, Museo Civico di Bassano del Grappa

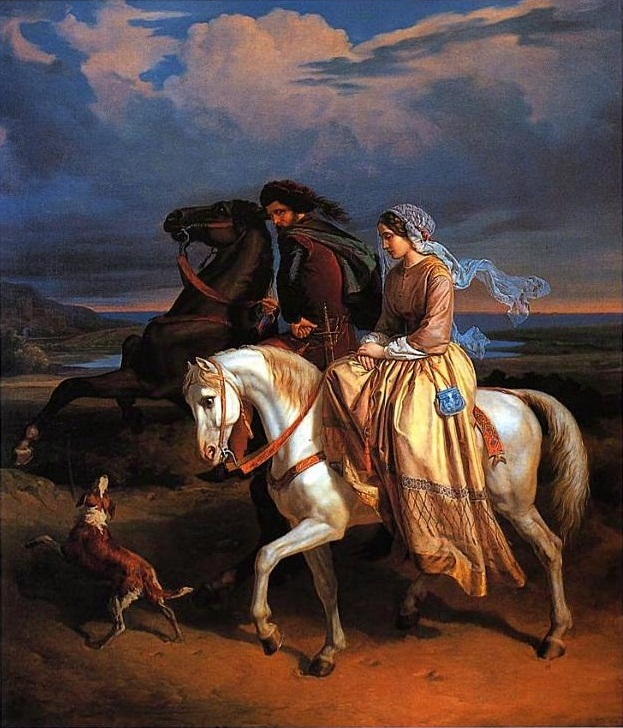
Pia de' Tolomei condotta in Maremma

Figlio di Francesco, ingegnere, e Anna, nel 1834 perse il padre e seguì il fratello maggiore Ettore a Venezia. In quello stesso anno risulta iscritto all'Accademia partecipando ai corsi di Ludovico Lipparini, Odorico Politi e Michelangelo Grigoletti. A questo periodo risale forse un bozzetto con l'Uccisione di Cesare, oggi in collezione privata.
Le prime commissioni gli vennero dal conte Spiridione Papadopoli e da sua moglie Teresa Mosconi, proprietari di una villa con terreni a Villanova, non lontano dalla casa dei Molmenti. Tra il 1835 e il 1840 il Molmenti realizzò una Madonna con Bambino a decoro della lunetta d'ingresso dell'oratorio privato dei Papadopoli, chiaro richiamo alla Madonna Giovanelli di Giovanni Bellini. Produsse poi una Santa Teresa (andata perduta) per la contessa, quindi un San Paolo (distrutto durante la Grande Guerra) per la chiesa di San Polo di Piave, dove i Molmenti avevano altri possedimenti.
Tra il 1843 e il 1844 accompagnò il duca Saverio di Blancas in un viaggio in Siria passando per la Grecia. Durante questa esperienza disegnò alcuni studi dal vero e alcune opere con soggetto arabo; la gran parte di queste opere è andata perdute, restando La partenza di Tobia con Rachele dalla casa di Labano per il Papadopoli Sara che dà Agar in moglie ad Abram per i Treves de' Bonfili.
Successivamente il Molmenti completò la sua formazione a Firenze, Roma, Parigi e Monaco di Baviera, assorbendo le influenze delle varie correnti puriste europee. Nel 1850 espose tre dipinti che rimandono a Raffaello Sanzio: Cimabue scopre in Giotto il genio della pittura (perduto), una Sacra Famiglia dalla Madonna della seggiola, una Vergine con il Bambino e una Sant'Orsola per la chiesa omonima di Conegliano, ora conservata presso il deposito del duomo.
Nel 1853 presentò la Pia de' Tolomei, commissionata dal conte Giacomo Franco e ora conservata ai Musei civici di Verona: è il primo di una serie di dipinti a soggetto storico, in questo caso basato su un poemetto di Bartolomeo Sestini del 1822. Di quest'ambito sono anche l'Arresto di Filippo Calendario (iniziato nel 1849 e esposto nel 1854) che incassò gli apprezzamenti della critica per gli originali effetti di luce.
Dal 1851 al 1867 fu professore di Elementi di figura all'Accademia ed ebbe come allievi Giacomo Favretto, Luigi Nono, Ettore Tito, Alessandro Zezzos e Guglielmo Ciardi i quali, grazie ai suoi insegnamenti, furono protagonisti della stagione realista.
Per quanto riguarda l'arte sacra, ha lasciato opere nelle chiese di Fontanelle (Consegna delle chiavi del 1852, perduta), Carlino (San Rocco del 1857), Vidor (Martirio di santa Filomena, probabilmente distrutta durante la prima guerra mondiale), Carpenedo (Beata Vergine Immacolata del 1893). Nell'arcipretale di Malo si conservano una Beata Vergine Immacolata (1855), consegnata dopo essere stata a lungo esposta all'Accademia, e le due pale per gli intercolunni con Santa Cecilia (1862) e l'Apostolo Paolo (consegnato nel 1859). Nella chiesa di San Giuseppe a Baricetta di Adria si trova una Madonna con Bambino e santi, da sottolineare per la notevole qualità tecnica.